# Vesthimmerland
El municipi de Vesthimmerland és un municipi danès que va ser creat l'1 de gener del 2007 com a part de la Reforma Municipal Danesa, integrant els antics municipis d'Aalestrup, Farsø, Løgstør i Aars. El municipi és situat al nord de la península de Jutlàndia, a la Regió de Nordjylland, i abasta una superfície de 771,8 km².
L'oest del municipi limita amb el Limfjord i aquesta part costanera és una destinació turística tradicional gràcies a les seves platges i ports.
La ciutat més important i capital del municipi és Aars (7.893 habitants el 2009). Altres poblacions són:
- Løgstør: 4485 habitants
- Farsø: 3230 habitants
- Aalestrup: 2809 habitants
- Ranum: 1127 habitants
- Hornum: 971 habitants
- Gedsted: 960 habitants
- Hvalpsund: 674 habitants
- Overlade: 548 habitants
- Vester Hornum: 534 habitants

## Consell municipal
Resultats de les eleccions del 18 de novembre del 2009:
| Partit                            | vots | % vots |
| --------------------------------- | ---- | ------ |
| Socialdemokratiet                 | 4586 | 22,8   |
| Det Radikale Venstre              | 1972 | 9,8    |
| Det Konservative Folkeparti       | 6715 | 33,4   |
| Socialistisk Folkeparti           | 1596 | 7,9    |
| Dansk Folkeparti                  | 909  | 4,5    |
| Kommunistisk Parti                | 72   | 0,3    |
| For Kommunens økonomiske genopret | 163  | 0,8    |
| Venstre                           | 4048 | 20,2   |

### Alcaldes
| Alcalde         | Període               | Partit                      |
| --------------- | --------------------- | --------------------------- |
| Jens Lauritzen  | 1-1-2007 a 31-12-2009 | Venstre                     |
| Knud Kristensen | 1-1-2010 a 31-12-2013 | Det Konservative Folkeparti |